# مقياس سفير-سمبسون
مقياس سفير-سمبسون للأعاصير Saffir–Simpson Hurricane Scale (SSHS)، أو مقياس سفير-سمبسون لريح الأعاصير Saffir–Simpson Hurricane Wind Scale (SSHWS)، تصنـِّف الأعاصير — الأعاصير المدارية في نصف الكرة الغربي التي تتعدى في شدتها المنخفضات المدارية والعواصف المدارية — إلى خمس درجات حسب شدة الريح المستدامة. ولكي يُصنـّف كإعصار، فإن الإعصار المداري يجب أن يحافظ على ريح مستدامة قصوى بسرعة لا تقل عن 74 ميل/س (33 م/ث؛ 64 عقدة؛ 119 كم/س) (الدرجة الأولى). أعلى درجة في المقياس، الدرجة الخامسة، محجوزة للعواصف ذات الرياح التي تتعدى 156 ميل/س (70 م/ث؛ 136 عقدة؛ 251 كم/س).
ويمكن لدرجات التصنيف أن تعطي مؤشراً للضرر والفيضان المحتملين لدى الهبوط أرضاً للإعصار.
ورسمياً، يُستخدم مقياس سفير-سمبسون للأعاصير فقط لوصف الأعاصير التي تتكون في المحيط الأطلسي وشمال المحيط الهادي شرق خط التاريخ العالمي. وتستخدم المناطق الأخرى مقاييس مختلفة لتصنيف تلك العواصف، والتي تسمى «إعصار/زوبعة cyclones» أو «تايفون typhoons»، حسب المنطقة.
وهناك بعض الانتقاد لمقياس SSHS لعدم أخذه في الاعتبار الأمطار وسرعة العاصفة والعوامل الهامة الأخرى، إلا أن المدافعين عن SSHS يقولون أن جزءاً من هدف SSHS هو أن يكون مباشراً وبسيطاً للفهم.

## تاريخ
المقياس طوره في 1971 المهندس المدني هربرت سفير وخبير الأرصاد الجوية بوب سمبسون، الذي كان آنذاك مدير مركز الأعاصير الوطني الأمريكي (NHC). المقياس ظهر للعلن في 1973، وشهد استخداماً على نطاق واسع بعد أن حل نيل فرانك محل سمبسون في إدارة NHC in 1974.

## الدرجات

### الدرجة الأولى
رياح خطيرة جداً سينتج عنها بعض الضرر
| الدرجة الأولى Category 1                                   | الدرجة الأولى Category 1                       |
| ---------------------------------------------------------- | ---------------------------------------------- |
| سرعة الرياح: 33–42 م/ث 64–82 عقدة 119–153 كم/س 74–95 ميل/س | إعصار باربرا (2013) [الإنجليزية] يدخل اليابسة. |

### الدرجة الثانية
رياح شديدة الخطورة سوف تسبب ضرراً واسعاً 
| الدرجة الثانية Category 2                                   | الدرجة الثانية Category 2                               |
| ----------------------------------------------------------- | ------------------------------------------------------- |
| سرعة الرياح: 43–49 م/ث 83–95 عقدة 154–177 كم/س 96–110 ميل/س | إعصار خوان [الإنجليزية] في عام 2003 يقترب من نوفا سكوشا |

### الدرجة الثالثة
ضرر مدمر سوف يحدث
| الدرجة الثالثة Category 3                                     | الدرجة الثالثة Category 3                                            |
| ------------------------------------------------------------- | -------------------------------------------------------------------- |
| سرعة الرياح:50–58 م/ث 96–112 عقدة 178–208 كم /س 111–129 ميل/س | إعصار إيزيدور [الإنجليزية] على وشك بلوغ اليابسة في شبه جزيرة يوكاتان |

### الدرجة الرابعة
ضرر مروع سيحدث
| الدرجة الرابعة Category 4                                       | الدرجة الرابعة Category 4                 |
| --------------------------------------------------------------- | ----------------------------------------- |
| سرعة الرياح: 58–70 م/ث 113–136 عقدة 209–251 كم /س 130–156 ميل/س | إعصار دانيال (2006) في شرق المحيط الهادئ. |

### الدرجة الخامسة
ضرر كارثي سيحدث
| الدرجة الخامسة Category 5                               | الدرجة الخامسة Category 5           |
| ------------------------------------------------------- | ----------------------------------- |
| سرعة الرياح: ≥ 70 م/ث ≥ 137 عقدة ≥ 252 كم/س ≥ 157 ميل/س | إعصار باتريسيا بالقرب من شدة الذروة |